# Rose et Colas

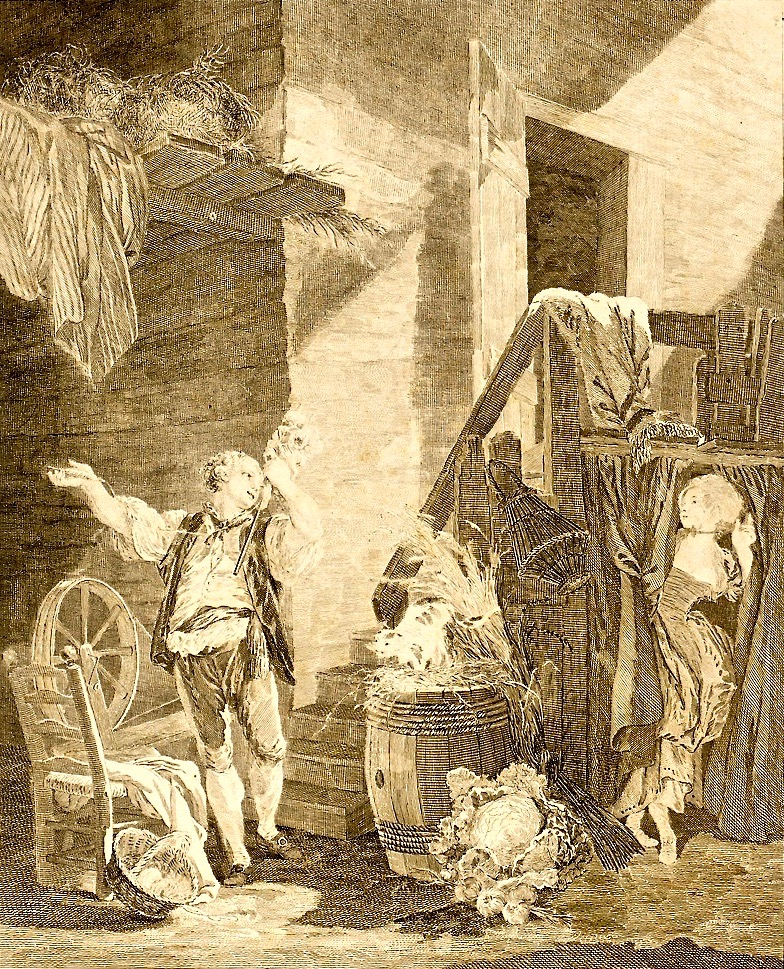
Scène de "Rose et Colas" (1764)

Rose et Colas est un opéra-comique en un acte de Michel-Jean Sedaine, musique de Pierre-Alexandre Monsigny, représenté pour la première fois sur le Théâtre-Français à l'Hôtel de Bourgogne le 8 mars 1764. Rose et Colas est mentionné par Honoré de Balzac dans la nouvelle Une Double famille (1830). Le seigneur de Granville est un esprit fort, qui fredonne un air dans la cathédrale de Bayeux : "Nonobstant la sainteté des lieux, il fredonna, tout en prenant de l'eau bénite, un air de l'opéra de Rose et Colas, et guida son fils le long des galeries latérales de la nef ..."